# Grænsekontrol
Grænsekontrol er staters kontrol af passage ved grænsen til deres suveræne område. Grænsekontrol sker typisk med politi og toldvæsen.
For at krydse en landegrænse kræver myndighederne ofte forevisning af f.eks. pas, visa og/eller andre identitetspapirer.
I Schengensamarbejdet er grænsekontrol mellem landene generelt afskaffet.